# Myelobia dorsipunctellus
Myelobia dorsipunctellus là một loài bướm đêm trong họ Crambidae.